# Novo Horizonte, São Paulo
Novo Horizonte là một đô thị ở bang São Paulo của Brasil. Đô thị này có vị trí địa lý vĩ độ 21º28'05" độ vĩ nam và kinh đô là 49º13'15" độ kinh tây, trên độ cao 447 mét. Dân số năm 2007 ước khoảng 34.264 người. Diện tích là 932,8 km².

## Nhân khẩu
Dữ liệu điều tra dân số năm 2000
Tổng dân số: 32.432
- Thành thị: 28.917
- Nông thôn: 3.515
- Nam giới: 16.112
- Nữ giới: 16.320

Mật độ dân số (người/km²): 34,77
Tỷ lệ tử vong trẻ dưới 1 tuổi (trên 1 triệu cháu): 8,85
Tuổi thọ bình quân (tuổi): 75,50
Tỷ lệ sinh (trẻ trên mỗi bà mẹ): 1,90
Tỷ lệ biết đọc biết viết: 88,64%
Chỉ số phát triển con người (bình quân): 0,808
- Chỉ số phát triển con người (thu nhập): 0,725
- Chỉ số phát triển con người (tuổi thọ): 0,842
- Chỉ số phát triển con người (giáo dục): 0,858

(Nguồn: IPEADATA)